# NGC 6674
NGC 6674 ist eine Balken-Spiralgalaxie vom Hubble-Typ SBb im Sternbild Herkules am Nordsternhimmel. Sie ist schätzungsweise 162 Millionen Lichtjahre von der Milchstraße entfernt und hat einen Durchmesser von etwa 195.000 Lichtjahren.
Das Objekt wurde am 6. Juni 1864 von Albert Marth entdeckt.